# بخش اژکسیو
بخش اژکسیو (به فرانسوی: Arrondissement d'Ajaccio) یک بخش در فرانسه است که در کرس جنوبی واقع شده‌است.